# 江府町立江府小学校
江府町立江府小学校（こうふちょうりつ こうふしょうがっこう）はかつて鳥取県日野郡江府町にあった公立小学校。2021年度末を以って閉校。2022年度以降、同所在地には江府町立奥大山江府学園のブナの森校舎がある。

## 概要
町内の4つの町立小学校（江尾小学校・俣野小学校・明倫小学校・米沢小学校）を統合し、2009年（平成21年）4月1日に開校。校舎は旧江尾小学校のものを使用していた。
2022年度（令和4年度）より、江府町立江府中学校と統合し9年間の教育を一貫して行う新たな義務教育学校・江府町立奥大山江府学園が開校。小学校舎名をブナの森校舎、中学校舎名を日野川校舎として引き継がれた。

## 沿革
- 2009年（平成21年）4月1日 - 開校。
- 2022年（令和4年）3月31日 - 義務教育学校・江府町立奥大山江府学園へ移行のため廃校。

## 通学区域
江府町全域
- 江尾、大河原、貝田、柿原、久連、小江尾、下蚊屋、佐川、下安井、洲河崎、杉谷、助沢、俣野、御机、宮市、美用、武庫、吉原

## 校区周辺
- 日野川
- 江美城
- 江府町立江府中学校（進学先中学校）[3]